# Nederduitsch Hervormde Kerk
Nederduitsch Hervormde Kerk (Holenderski Kościół Reformowany) – jeden z trzech kalwińskich kościołów siostrzanych w Republice Południowej Afryki powstały w  połowie XIX wieku w wyniku rozłamu w Holenderskim Kościele Reformowanym.
Kościół powstał jako wyraz sprzeciwu wobec ingerencji władz brytyjskich Kolonii Przylądkowej w wewnętrzne sprawy Holenderskiego Kościoła Reformowanego. Większość wyznawców znalazł wśród burskich mieszkańców Transwalu i Oranii. Od 1860 roku został kościołem państwowym Republiki Południowoafrykańskiej.  
Kościół ten pozostaje najbardziej ortodoksyjnym z kościołów kalwińskich w RPA zarówno w zakresie teologii jak i liturgii; np. podczas nabożeństw śpiewane są wyłącznie psalmy.